# Harry Hay
Henry Hay , Jr., detto Harry (Worthing, 7 aprile 1912 – San Francisco, 24 ottobre 2002), è stato un avvocato, insegnante e attivista inglese naturalizzato statunitense.
È stato uno dei primi attivisti per la difesa dei diritti della comunità gay negli Stati Uniti. Noto soprattutto per aver fondato diversi movimenti gay, come la Mattachine Society, è stato membro del Partito Comunista degli Stati Uniti d'America, nonché convinto marxista.

## Biografia

### L'infanzia e i problemi col padre
Nacque nella città costiera di Worthing, nella regione inglese del Sussex, e fin dall'infanzia ricevette un'istruzione cattolica per volere della famiglia della madre. La famiglia di Hay si trasferì inizialmente a Chuquicamata in Cile nel 1914 (nello stesso anno nacque sua sorella Margaret "Peggy" Caroline), dove il padre di Hay trovò lavoro come amministratore di una miniera. Nel maggio del 1916 nacque suo fratello John "Jack" William; un mese dopo suo padre perse una gamba in uno sfortunato incidente e la famiglia Hay fu nuovamente costretta a trasferirsi, questa volta negli Stati Uniti, nello Stato della California. Il padre di Hay acquistò diverse aziende di produzione di agrumi e comprò una casa a Los Angeles.
Harry ebbe sempre un rapporto teso con il genitore, che aveva intuito le sue tendenze omosessuali e che lo puniva ripetutamente tirandogli le orecchie, al punto che Harry subì una perdita permanente dell'udito. Harry raccontò che una sera, durante la cena, suo padre stava parlando di un pasto serale tipico dell'Egitto: notando che il padre si era confuso, Harry tentò di correggerlo, ma suo padre andò su tutte le furie poiché non accettava di essere contraddetto dal figlio omosessuale e arrivò persino a minacciarlo con un rasoio se non si fosse deciso a chiedere scusa per averlo contraddetto. Se suo padre lo odiava, sua madre invece lo amava tanto da considerarlo il preferito dei suoi tre figli. Incoraggiò il suo talento per la musica trascorrendo ore e ore a suonare e cantare il pianoforte con il figlio e convincendolo a prendere lezioni di ballo.
Quando il suo istruttore lo inserì tra i danzatori per uno spettacolo di balletto, suo padre pose fine alle lezioni. Nel 1922 Hay organizzò un gruppo per ragazzi chiamato "Rangers occidentali", nei quali veniva approfondita la spiritualità dei nativi americani; all'interno del gruppo venivano inoltre praticati riti tradizionali delle tribù di nativi americani e danze tradizionali di gruppo. Nel 1923, all'età di 11 anni, Hay si rese conto che c'erano altri ragazzi che provavano i suoi stessi sentimenti attraverso la scoperta di un libro The sex intermediate di Edward Carpenter. Diede uno sguardo furtivo al libro in biblioteca e s'imbatté per la prima volta nella parola "omosessuale", che egli cercò sui dizionari senza trovarla, pur consapevole che quella parola rispecchiava perfettamente il suo stato d'animo.

### L'adolescenza e la prima esperienza omosessuale
Hay trascorse le estati da adolescente presso un allevamento di bestiame, dove per la prima volta venne a contatto con idee marxiste: i suoi colleghi al ranch, infatti, erano tutti membri dell'Industrial Workers of the World, gli insegnarono la filosofia marxista e gli regalarono opuscoli e libri scritti da Karl Marx; venne anche a conoscenza di un'aggressione ai danni di un minatore che aveva provato a corteggiare un altro uomo. Nel 1925 Hay venne invitato ad una festa di un suo collega nativo americano, il quale gli fece conoscere Wovoka, profeta della Danza degli spiriti, il quale gli rivelò che un giorno sarebbe diventato un grande amico per il popolo dei nativi americani. Nel 1926 ebbe la sua prima esperienza sessuale con un marinaio di nome Matt: grazie al rapporto intrattenuto con il marinaio, più anziano di lui, Hay teorizzò che gli omosessuali nel mondo sono legati da una "fratellanza segreta", idea sulla quale egli avrebbe poi sviluppato il concetto, di stampo stalinista, secondo il quale la comunità omosessuale rappresenta una minoranza etnica.

### Istruzione e attività politica
Hay si diplomò alla Los Angeles High School nel 1929 e andò a lavorare presso uno studio legale. Nel 1930 si iscrisse alla Stanford University e i suoi compagni di classe lo presero subito di mira per il suo orientamento sessuale. Per colpa di una grave malattia fu costretto, nel 1932, ad abbandonare gli studi. Trasferitosi a San Francisco, cominciò a frequentare circoli teatrali e zone artistiche della città. Si trasferì nuovamente a Hollywood per trovare lavoro come controfigura nei Film di serie B: non trovando impieghi, Hay si unì ad un gruppo teatrale di manifestanti in sciopero. Molti degli appartenenti a quel gruppo erano iscritti al Partito Comunista Statunitense ed Hay vi aderì nel 1934. Nello stesso anno conobbe l'attore e collega Will Geer, che Hay considerò sempre suo "mentore politico".
Hay e Geer parteciparono ad uno sciopero del latte a Los Angeles e successivamente ad un altro a San Francisco. In quell'occasione Hay vide le forze dell'ordine sparare sui manifestanti: questo non fece altro che consolidare la sua convinzione di un necessario cambiamento sociale. Iniziò un percorso di psicologia analitica ed il suo psicoterapeuta gli consigliò di trovarsi una moglie. Pur consapevole di essere ingannato dal dottore, Hay, dopo aver "confessato" nel 1938 ai suoi compagni di partito la propria omosessualità, sposò Anna Platky, membro del partito. La coppia adottò due figlie: Hannah Margaret nel 1943 e Kate Neall nel 1945. Convintosi che non era sua intenzione diventare eterosessuale, nel 1941 decise di non rispettare più i suggerimenti del suo medico. Continuò ad avere rapporti con gli uomini durante tutto il suo matrimonio e divorziò da Anna nel 1951.

### La Mattachine Society
Hay convinse i suoi amici gay a creare un'organizzazione omosessuale, intesa come confraternita per tutti i gay del mondo: considerò l'idea di chiamare questo gruppo "Bachelors Anonymous", per assonanza con il gruppo degli alcolisti anonimi. Nel mese di luglio 1950 Hay fece la conoscenza di Rudi Gernreich: i due divennero amanti ed Hay mostrò a Gernreich il suo progetto di confraternita. Gernreich ne fu subito colpito e decise di finanziare l'idea, ma al tempo stesso preferì rimanere anonimo, senza prestare il suo nome al gruppo (si lasciava chiamare semplicemente "R", come l'iniziale del suo nome). L'11 novembre 1950, Hay, Gernreich, Dale Jennings, Bob Hull e Chuck Rowland e molti altri amici tennero la prima riunione della Mattachine Society a Los Angeles: il nome del movimento prese spunto da un'idea di James Gruber, membro del gruppo, il quale riferì ad Hay che nella Francia medioevale esistevano società segrete che criticavano gli operati dei re, alle cui riunioni partecipavano uomini mascherati e anonimi.
Hay si impegnò e rimase totalmente coinvolto nel movimento Mattachine Society. Preoccupato di proseguire la propria permanenza nel Partito Comunista, che non permetteva agli omosessuali di farne parte, Hay stesso chiese ai leader di esserne espulso. Il CPUSA rifiutò di escluderlo per la sua omosessualità, ma comunque lo allontanò per via dell'alto rischio per la sicurezza del partito stesso; Hay, comunque, continuerà a dichiararsi "amico del popolo a vita". La Mattachine Society crebbe lentamente, ma ricevette larghi consensi quando nel febbraio del 1952 uno dei fondatori del movimento, Jennings, venne arrestato a Los Angeles e successivamente scarcerato. Dopo il processo Jennings, il gruppo si espanse rapidamente, superando quota 2.000 iscritti, ma al suo interno cominciarono a sorgere contrasti di natura politica: i radicali di sinistra si opponevano alla linea moderata del gruppo, che intendeva comunque rispettare le leggi statunitensi. Il contrasto tra queste due linee di pensiero fece collassare la Mattachine Society, disciolta a Los Angeles nel 1961.

### Il dopo Mattachine Society
Il fallimento del suo grande progetto per la comunità omosessuale deluse profondamente Hay, che si ritirò dall'attività politica. In questo periodo intrattenne rapporti con il modello danese Jorn Kamgren, conosciuto proprio alla Mattachine Society: Hay sfruttò i suoi contatti all'interno del mondo della moda per lanciare il suo partner. Spese la maggior parte del suo tempo a studiare la cultura nativo-americana e nel 1970 si trasferì in Nuovo Messico con il suo compagno Burnside; qui si unì ad un gruppo di combattenti per i diritti dei gay ed approfondì gli studi sulla cultura nativo americana. Basandosi sulla spiritualità dei nativi, Hay creò la "Conferenza spirituale per i Fairies Radicals" nel 1978: i Fairies Radicals sono un gruppo di persone di ogni orientamento sessuale, che attraverso le tradizioni e la spiritualità dei nativi americani, cerca di cambiare la società.

### Le proteste per le esclusioni
Nei primi anni ottanta Hay si unì ad altri attivisti che protestavano per l'esclusione della "North American Man Boy Love Association" dalla partecipazione alle manifestazioni LGBT. Hay in particolare considerò queste esclusioni un tradimento nei confronti della comunità gay stessa. Da questo periodo ebbe ripetuti contrasti con altri movimenti per i diritti gay. Nel 1994, infatti, Hay si rifiutò di partecipare al 25º anniversario dei Tumulti di Stonewall a New York a causa della politica di esclusione e selezione degli organizzatori della manifestazione, ma partecipò comunque ad un corteo alternativo chiamato "Lo Spirito di Stonewall". Hay criticò aspramente la scelta di favorire su tutti i movimenti di attivisti per la lotta contro l'AIDS, perché per lui questa linea politica sembrava più una mossa d'immagine più che una scelta dettata dalla solidarietà.

### Morte
Hay e Burnside tornarono a San Francisco nel 1999, poiché Hay non riceveva cure adeguate a Los Angeles per le sue gravi condizioni di salute: aveva la polmonite e lottava contro il cancro ai polmoni. Nello stesso anno sfilò come Gran Sceriffo della parata dell'orgoglio gay a San Francisco, ma questa fu la sua ultima uscita pubblica: morì il 24 ottobre 2002 all'età di 90 anni in ospedale.

## Rappresentazioni cinematografiche e teatrali
La vita di Hay è stata ricreata in un film documentario Lungo il vento: La vita di Harry Hay (2002) diretto da Eric Slade.
Il regista Jon Marans ha diretto l'opera teatrale The Temperamentals, che racconta la nascita della Mattachine Society.